# De ontvoering van Europa (Jordaens)
De ontvoering van Europa (Frans: L'Enlèvement d'Europe), ook wel bekend als Europa en haar nimfen spelen met de stier, is een schilderij van Jacob Jordaens uit 1643. Sinds 1908 maakt het werk deel uit van de collectie van het Museum voor Schone Kunsten in Rijsel. 

## Europa
In zijn Metamorfosen (II, 836-875) vertelt Ovidius hoe Jupiter een oogje liet vallen op Europa, de dochter van de Fenicische koning Agenor. Om het meisje rustig te kunnen benaderen, veranderde de oppergod zichzelf in een witte stier. Na enige tijd verliest Europa haar angst voor het dier, versiert het met bloemen en klimt zelfs op zijn rug. Jupiter loopt daarna met haar de zee in en verdwijnt naar Kreta.

## Voorstelling
De ontvoering van Europa was al sinds de oudheid een geliefd thema in de beeldende kunsten. Jordaens beeldt verschillende elementen uit het verhaal van Ovidius af in een pastoraal landschap. Linksonder zijn Europa en haar naakte vriendinnen te zien. De prinses neemt net plaats op de witte stier, die nog rustig op de grond ligt. De uitgestrekte poot van de stier verraadt echter dat de situatie snel zal veranderen. Op de grond is nog de bloemenkrans te zien die Europa aan het dier gegeven heeft. Op de achtergrond is een vrouw gekleed geschilderd, waarschijnlijk de chaperonne van de meisjes op het strand.
Rechtsonder hoedt Mercurius, te herkennen aan zijn staf, in opdracht van Jupiter Agenors kudde runderen waar de oppergod zich onder gemengd had. Links van Mercurius, die met de rug naar de toeschouwer gekeerd staat, graast een kalfje. Boven de boomtoppen wordt de betekenis van het schilderij nog verduidelijkt  door een adelaar, symbool van Jupiter. Op zijn rug zit Cupido, die de overige symbolen van Jupiter, de bliksemschichten en het vlammend hart, voorlopig voor Europa verborgen houdt.
Toen Jordaens De ontvoering van Europa schilderde, bevond hij zich op het toppunt van zijn artistieke roem. Na de dood van Rubens en Van Dyck was hij de belangrijkste schilder in Vlaanderen. Opvallend is met name de uitgebreide aandacht die de schilder aan het landschap en de voluptueuze, naakte vrouwen schenkt, waardoor het eigenlijke onderwerp van het schilderij in eerste instantie nauwelijks opvalt. Pas bij een nadere bestudering valt op dat de meeste personen en dieren op het doek naar Europa en de stier kijken. Een eerder schilderij (ca. 1615) met hetzelfde thema van Jordaens, had zelfs nog een sterkere erotische uitstraling.
Jordaens moet bekend zijn geweest, via een kopie, met een werk van Veronese dat hetzelfde thema als onderwerp heeft. Net als op het Italiaanse schilderij likt Jordaens' stier aan Europa's voet en niet de beschrijving van Ovidius volgend aan haar hand. Ook de poses van de vrouwen en een compositie met meerdere scènes uit het verhaal zijn bij Veronese al te zien. De naakte lichamen en de prominente plaats voor de runderen daarentegen zijn volledig aan Jordaens toe te schrijven.

## Herkomst
- Het schilderij maakte mogelijk deel uit van de collectie van de graaf De Beysse uit Amiens.
- Gekocht in Parijs door Édouard Boyer.
- 22 juni 1880: gekocht door ene Boudet.
- 1908: aangekocht voor het Museum voor Schone Kunsten met behulp van een gift van Antoine Brasseur.

## Afbeeldingen

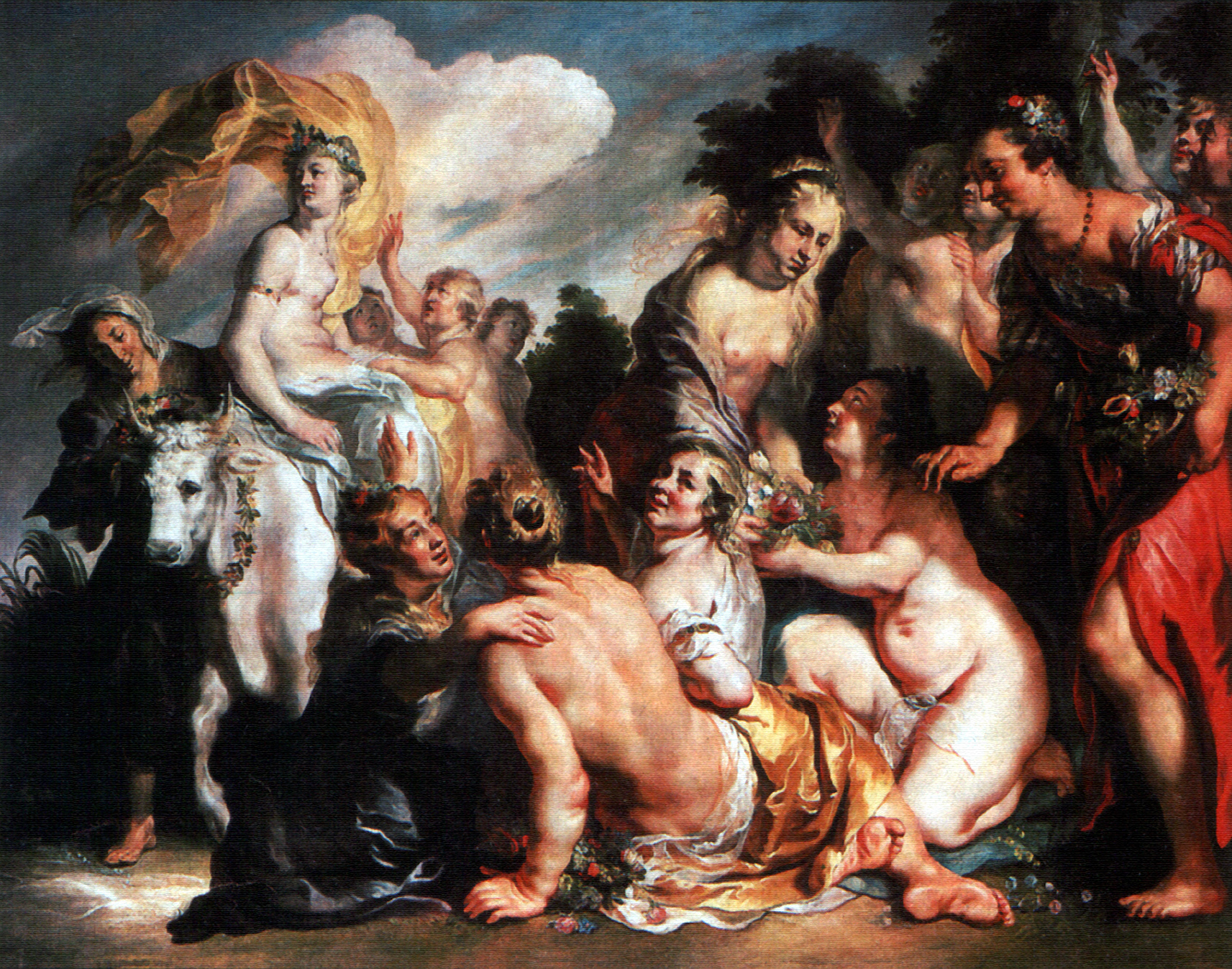
De ontvoering van Europa (ca. 1615)
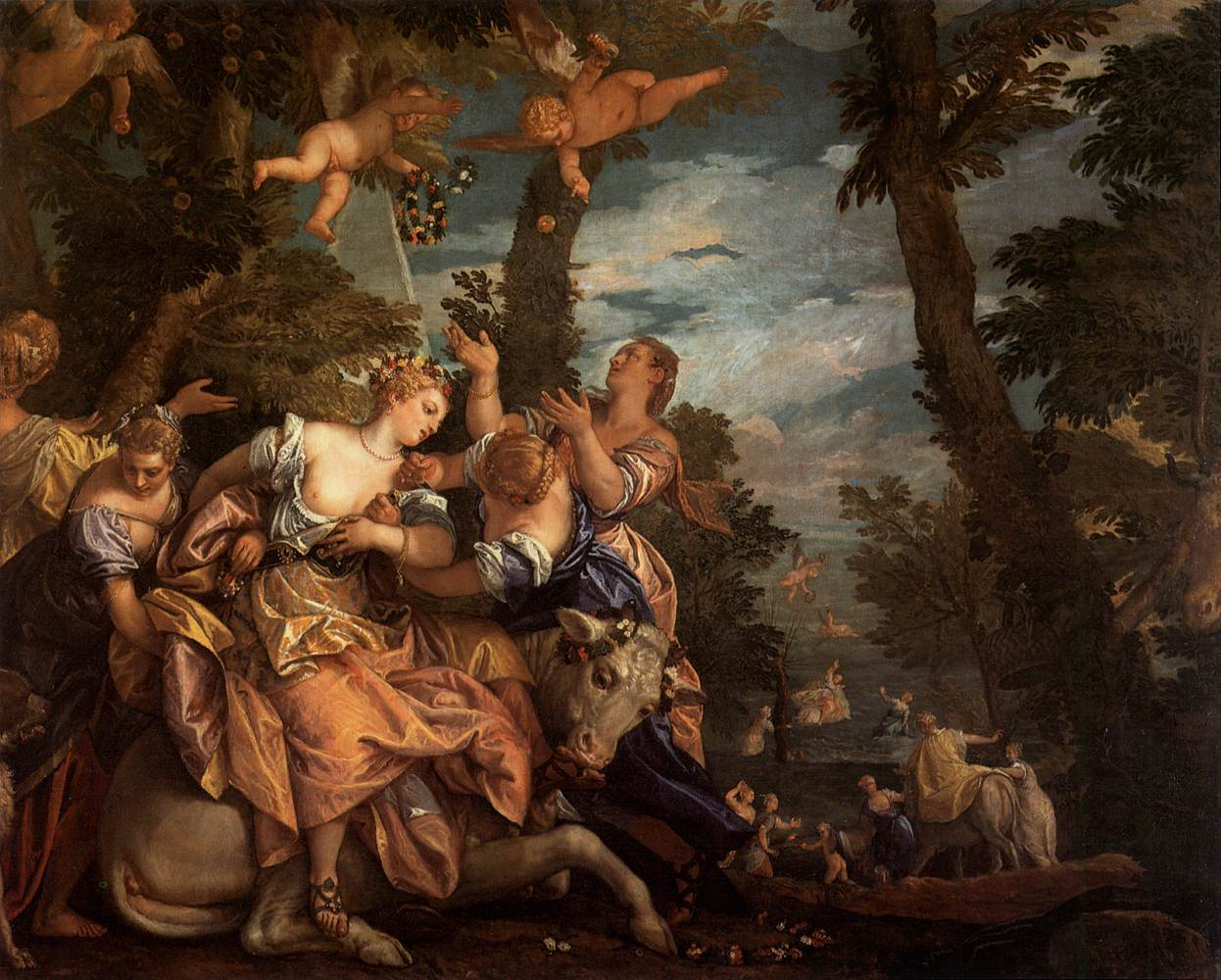
De ontvoering van Europa - Paolo Veronese